# Ллейсион ап Морган Гам
Ллейсион ап Морган Гам (валл. Lleision ap Morgan Gam; ум. ок. 1262 года) — Лорд Афана, небольшого лордства, в Юго-Восточный Уэльсе, который находился под протекторатом английских лордов Гламоргана.

## Биография
Ллейсион был сыном Моргана Гама и после его смерти в феврале 1241 года, стал лордом Афана. В 1246 году он пытался во время войны против Англии, покорить Ньюкасл, которым его дед Морган еще обладал. Чуть позже он смирился, в отличие от своего отца и его родственника Хивела ап Маредида (ум.1258), лорда соседнего лордства Мискин, с господством Ричарда дe Клера над Гламорганом. В 1247 году он отказался от своих претензий на аббатство Маргам, а в 1249 году на аббатство Нидд. Для Ричарда де Клэра, он, таким образом, больше не представлял угрозы. В отличие от Хивела ап Маредида он смог, таким образом, сохранить свою власть. Он жил в Пласе Баглане, что в устье реки Афан. Ему в 1262 году, наследовал его брат Морган Младший, который первым развязал новую борьбу с английскими лордами Гламоргана.